# استفانی مایلی
استفانی مایلی (انگلیسی: Stephanie of Milly)، بانوی ماورای اردن از سال ۱۱۶۹ تا  ۱۱۹۷ و یکی از اشخاص برجسته پادشاهی اورشلیم در طول حیات خود بود. وی سه بار ازدواج کرد؛ بار نخست، با هومفری سوم تورون، بار دوم با مایلز پلانسی و بار سوم با رونو دو شاتیون.